# Druzowie
Druzowie, al–muwaḥḥidūn (arab. دروز durūz hebr: דרוזים, druzim) – grupa wyznaniowa, która wyłoniła się z egipskiego ismailizmu w XI wieku na Bliskim Wschodzie.
Wśród druzów popularna jest teoria, według której wywodzą się oni od biblijnego kapłana Madianitów Jetro, teścia Mojżesza, który choć nie był Żydem, wspierał ten lud. Głównymi założycielami religii druzyjskiej byli Muhammad ibn Isma illa ad-Darazi i Hamza ibn Ali Ahmad. Sami wyznawcy nazywają siebie al-muwaḥḥidūn, czyli unitarianami. Druzowie osiedlili się w północnej Syrii w 1017 roku. 
Obecnie największe skupiska druzów znajdują się w Libanie w pobliżu góry Hermon, w górach wokół Bejrutu i Sydonu. Mniejsze grupy zamieszkują w górach Hauran w Syrii i na Wzgórzach Golan. Ich liczebność ocenia się na od 700 do 900 tysięcy. 
Druzowie odgrywają znaczącą rolę polityczną w Libanie, gdzie stanowią 8% populacji i obsadzają osiem miejsc w 128-osobowym parlamencie. 
Druzowie mieszkający w Izraelu są znani ze swojego patriotyzmu w stosunku do tego państwa, w związku z czym na równi z Żydami podlegają (poza szejkami – wtajemniczonymi w nauki) obowiązkowi służby wojskowej w izraelskiej armii (Siłach Obronnych Izraela), z której de facto zwolnieni są przedstawiciele innych mniejszości narodowych. Tworzą Druzyjski Oddział Zwiadowczy. 
Druzowie mieszkający w Syrii w toczącej się w tym kraju wojnie domowej aż do lata 2025 zachowywali neutralność.

## Religia druzyjska
Religia druzyjska łączy cechy religii muzułmańskiej z wpływami chrześcijaństwa, gnostycyzmu oraz dawnych wierzeń bliskowschodnich. Ponieważ ich doktryna religijna, opierająca się na 111 traktatach (risala) odbiega znacząco od ortodoksji muzułmańskiej, przez wieki uważani byli za ruch heretycki, a nawet religię odrębną od islamu. Sprzyjał temu hermetyczny charakter wspólnoty (małżeństwa wewnątrz grupy, nie przyjmują nowych wyznawców), skrywanie wierzeń oraz niektóre specyficzne poglądy. Religia druzyjska jest monoteistyczna. Uznają oni fatymidzkiego kalifa al-Hakima (zm. w 1021) za inkarnację Boga, wierząc, że żyje on dalej w ukryciu. Uznają siedmiu nieomylnych i pozbawionych grzechów proroków: Adama, Abrahama, Jezusa, Mojżesza, Jana Chrzciciela, Jetro i Mahometa. Wierzą w wędrówkę dusz (reinkarnację), która spełnia się, gdy dusza jednoczy się z al-ʿaql al-kullī – Kosmicznym Umysłem utożsamianym z Wolą Bożą. Druzowie nie uznają pięciu filarów islamu.
Wspólnota druzów dzieli się na dwie grupy: 
- al-ʿuqqāl (wiedzący, mędrcy);
- al-ǧuhhāl (nieświadomi).

Świętymi księgami są Koran, Nowy Testament i ich własne pisma religijne Kitab al-Hikma.